# First Choice
First Choice was een Amerikaans vocaal meidentrio uit Philadelphia.

## Bezetting
- Rochelle Fleming (1971-1980)
- Annette Guest (1971-1980)
- Wardell Piper (1971-1973)
- Joyce Jones (1973-1975)
- Ursula Herring (1975-1979)
- Debbie Martin (1979-1980)

## Geschiedenis
De band begon op de highschool te zingen onder de naam The Debonettes. De meiden traden na schooltijd op in clubs in en rond Philadelphia. Ze werden voorgesteld aan radiomaker Norman Harris door radio-dj Georgie Woods. Harris produceerde hun eerste single This Is the House Where Love Died. De single haalde de nationale hitparade niet, maar werd wel gespeeld in Philadelphia en in een dansclub in de Verenigde Staten. Hun volgende nummer was Armed and Extremely Dangerous, dat in het begin van 1973 een r&b-top 11-hit werd en een top 20-hit in het Verenigd Koninkrijk. Wardell Piper verliet de groep voor een solocarrière, voordat hun eerste album was uitgebracht. Hoewel ze niet genoemd werd, zong ze nog wel op het album. Wardell werd vervangen door Joyce Jones. Hun nieuwe hit bood de groep de gelegenheid om landelijke bekendheid te krijgen in tv-shows als Dinah, Soul Train en American Bandstand. Andere r&b-hits volgden, zoals Smart Pants (#25, r&b), de grootste hit van de groep in het Verenigd Koninkrijk (#9). Newsy Neighbors en The Player werden de grootste r&b-hits (#7).
De groep tekende in 1976 voor Warner Bros. Records. Jones verliet de groep en werd vervangen door Ursula Herring. Ze namen Dance Floor-hits op als Gotta Get Away From You Baby, Ain't He Bad en de album-titelsong So Let Us Entertain You. In 1977 wisselde het trio naar Goldmine Records van hun producent Norman Harris, waar ze hun grootste dancesingle Doctor Love uitbrachten, die een internationale danceclub-favoriet werd. De single kwam van het album Delusions, dat door critici werd bestempeld als een van hun beste lp's. De volgende single Hold Your Horses kwam uit in maart 1979. Ursula Herring verliet de groep en werd vervangen door Debbie Martin. Het album werd een onmiddellijke sensatie in discotheken over de gehele wereld. De lp bevat de dancehits Love Thang, Double Cross en het titelnummer Hold Your Horses. Het trio werd officieel ontbonden in 1980, alhoewel Salsoul Records in 1983 Let No Man Put Asunder uitbracht van hun lp Delusions uit 1977. De single bereikte de 13e plaats in de Billboard dancehitlijst en werd de herkenningsmelodie van de groep en nog steeds een favoriet in het housemuziek-circuit.
Rochelle Fleming ging verder met opnemen en internationaal optreden als soliste. Annette Guest werd een succesvol songwriter, die schreef voor artiesten als Stephanie Mills. Annette Guest en Ursula Herring treden tegenwoordig weer op als The First Choice.
De groep werd invloedrijk met vroege house en technomuziek, vanwege sampling door veel artiesten, zoals Todd Terry en The Jungle Brothers, meestal van Let No Man Put Asunder uit 1977. Let No Man Put Asunder werd ook gecoverd door Mary J. Blige op haar album Mary (1999). Op 6 augustus 2014 gaf First Choice een reünie-concert in East River Bandshell in New York met de oorspronkelijke leden Rochelle Fleming, Annette Guest, Wardell Piper en Ursula Herring. De groep treedt nog steeds op, echter zonder Rochelle Fleming.

## Discografie

### Hitlijsten
| Single met eventuele hitnotering(en) in de Nederlandse Top 40 | Datum van verschijnen | Datum van binnenkomst | Hoogste positie | Aantal weken | Opmerkingen |
| ------------------------------------------------------------- | --------------------- | --------------------- | --------------- | ------------ | ----------- |
| Armed And Extremely Dangerous                                 | 1973                  |                       | tip16           |              |             |
| The Player                                                    | 1974                  |                       | tip16           |              |             |
| Doctor Love                                                   | 1977                  | 17-12-1977            | 31              | 4            |             |
| Let No Man Put Asunder                                        | 1984                  | 14-01-1984            | 23              | 5            |             |
| Doctor Love - Special Remix                                   | 1984                  |                       | tip2            |              |             |

### Singles
- 1972:	This is The House (Where Love Died)
- 1973:	Armed and Extremely Dangerous
- 1973: Smarty Pants
- 1974:	Newsy Neighbors
- 1974: The Player (Part 1)
- 1974: Guilty
- 1975:	Love Freeze
- 1976:	Gotta Get Away (From You Baby)
- 1976: Let Him Go
- 1976: First Choice Theme / Ain't He Bad (medley)
- 1976: Are You Ready for Me?
- 1977:	Doctor Love
- 1977: Love Having You Around
- 1979:	Hold Your Horses
- 1979: Double Cross
- 1979: Love Thang
- 1980:	Breakaway
- 1983:	Let No Man Put Asunder
- 1984:	Doctor Love (speciale Remix)
- 1997:	Armed and Extremely Dangerous (1997 remixen)
- 1999:	Doctor Love (remixen)
- 2001:	The Player (remixen)
- 2002:	Ain't He Bad (remixen)

### Studioalbums
- 1973:	Armed and Extremely Dangerous (Philly Groove)
- 1974:	The Player (Philly Groove)
- 1976:	So Let Us Entertain You (Warner Bros./Philly Groove)
- 1977:	Delusions (Gold Mind)
- 1979:	Hold Your Horses (Gold Mind)
- 1980:	Breakaway (Gold Mind)

### Compilaties
- 1976: The Best of the First Choice (Kory)
- 1992: Greatest Hits (Salsoul Records)
- 1994: Philly Golden Classics (Collectables Records)
- 1994: The Best of First Choice (Southbound)
- 1996: Greatest Hits (The Right Stuff Records)
- 1997: The Best of First Choice (Charly Records)
- 1999: The Best of First Choice: Armed & Extremely Dangerous (Philly Groove Records)
- 2001: The Ultimate Club Collection (Philly Groove/The Right Stuff Records/Capitol Records/EMI)
- 2005: The Anthology (Suss'd)
- 2006: The Greatest Hits: It's Not Over (Koch)
- 2007: The Best of First Choice (Metro Doubles)